# Namibie na Letních olympijských hrách 1996
Namibie se účastnil Letní olympiády 1996. Zastupovalo ho 8 sportovců (6 mužů a 2 ženy) v 4 sportech.

## Medailisté
| Medaile | Jméno              | Sport    | Soutěž            |
| ------- | ------------------ | -------- | ----------------- |
| Stříbro | Frankie Fredericks | Atletika | Muži běh na 100 m |
| Stříbro | Frankie Fredericks | Atletika | Muži běh na 200 m |